# Monastère Dongyue de Jianou
Le monastère Dongyue de Jianou (chinois simplifié : 建瓯东岳庙 ; chinois traditionnel : 建甌東岳廟 ; pinyin : Jiànōu dōngyuè miào) est un monastère taoïste, datant de la dynastie Qing, situé dans la ville-district de Jian'ou, ville-préfecture de Nanping, province du Fujian, au Sud-Est de la Chine. Il est classé sur la liste des sites historiques et culturels majeurs protégés au niveau national.